# Masato Ōsugi
Masato Ōsugi (japanisch 大杉 誠人 Ōsugi Masato; * 2. Februar 1983 in Miyoshi) ist ein japanischer Fußballspieler.

## Karriere
Ōsugi erlernte das Fußballspielen in der Schulmannschaft der Sanyo High School und der Universitätsmannschaft der Hannan-Universität. Seinen ersten Vertrag unterschrieb er 2005 bei Sagawa Printing. Der Verein spielte in der dritthöchsten Liga des Landes, der Japan Football League. Für den Verein absolvierte er 26 Ligaspiele. 2006 wechselte er zum Ligakonkurrenten Sagawa Express Osaka (heute: Sagawa Shiga FC). Für den Verein absolvierte er 97 Ligaspiele. 2013 wechselte er zum Ligakonkurrenten Kamatamare Sanuki. 2013 wurde er mit dem Verein Vizemeister der Japan Football League und stieg in die J2 League auf. Für den Verein absolvierte er sieben Ligaspiele. 2015 wechselte er zu MIO Biwako Shiga. Für den Verein absolvierte er 102 Ligaspiele. 2020 wechselte er zum Viertligisten Tegevajaro Miyazaki. Nachdem er hier nicht zum Einsatz gekommen war, wechselte er 2021 zum Lagend Shiga FC. Der Verein aus Moriyama spielt in der fünften Liga, der Kansai Soccer League (Div.1).